# مقراب بان ستارز
تلسكوب المسح البانورامي ونظام الاستجابة السريعة ( Pan-STARRS1 ؛ رمز المشاهدة : F51 و Pan-STARRS2 obs. code: F52 ) الموجود في مرصد هالياكالا ، بهاواي ، الولايات المتحدة ، ويتكون من كاميرات فلكية وتلسكوبات ومنشأة حوسبة تقوم بمسح السماء للأجسام المتحركة أو المتغيرة بطريقة مستمرة ، وكذلك القيام بـقياس فلكي دقيق وقياس ضوئي للأجسام المكتشفة بالفعل. في يناير 2019 تم الإعلان عن الإصدار الثاني لبيانات بان- ستارز. يبلغ حجمه 1.6 بيتابايت ، وهو أكبر حجم للبيانات الفلكية تم إصداره على الإطلاق.

## الوصف
مشروع التلسكوب بان - ستارز هو تعاون بين معهد جامعة هاواي لعلم الفلك ومختبر معهد ماساتشوستس للتكنولوجيا MIT ،و لنكولن ، ومركز ماوي للحوسبة عالية الأداء ، والمؤسسة الدولية لتطبيقات العلوم . تم تمويل بناء التلسكوب من قبل القوات الجوية الأمريكية .
من خلال اكتشاف الاختلافات في المشاهدات السابقة لنفس المناطق من السماء ، تكتشف بان ستارز العديد من الكويكبات الجديدة ، المذنبات والنجوم المتغيرة والمستعرات الأعظمية والأجرام السماوية الأخرى. تتمثل مهمتها الأساسية الآن في اكتشاف الأجسام القريبة من الأرض التي تهدد أحداث الارتطام ، ومن المتوقع إنشاء قاعدة بيانات لجميع الكائنات المرئية من هاواي (ثلاثة أرباع السماء بأكملها) وصولاً إلى القدر الظاهر 24 (الخافت جدا). تم تمويل بناء مشروع تلسكوب بان ستارز إلى حد كبير من قبل مختبر أبحاث القوات الجوية الأمريكية. جاء التمويل الإضافي لاستكمال بان ستارز 2 من برنامج ناسا لرصد الأجسام القريبة من الأرض ، والذي يوفر أيضًا معظم التمويل لتشغيل التلسكوبات. يقوم مسح Pan-STARRS NEO بالبحث في كل السماء شمال الميل −47.5.
يقع أول تلسكوب Pan-STARRS (PS1) في قمة هالياكالا في ماوي ، هاواي ، وتم تشغيله على الإنترنت في 6 ديسمبر 2008 تحت إدارة جامعة هاواي . بدأت PS1 المشاهدات الفلكية بدوام مستمر في 13 مايو 2010  واستمرت مهمة PS1 العلمية حتى مارس 2014. تم تمويل العمليات من قبل PS1 Science Consortium و PS1SC ، وهم اتحاد يضم جمعية ماكس بلانك في ألمانيا والجامعة الوطنية المركزية في تايوان وإدنبرة ودورهام ، وجامعات كوينز بلفاست في المملكة المتحدة، وجامعة جونز هوبكنز وهارفارد في الولايات المتحدة شبكة التلسكوب العالمية لمرصد لاس كومبريس . اكتملت مشاهدات الاتحاد الخاصة بمسح السماء بالكامل (كما هو مرئي من هاواي) في أبريل 2014.
بعد الانتهاء من برنامج PS1 ، ركز مشروع بان ستارز على بناء Pan-STARRS 2 (PS2) ، والذي تم رصد أول ضوء له في عام 2013 ، مع العمليات العلمية الكاملة المقرر إجراؤها في عام 2014  ثم المجموعة الكاملة المكونة من أربعة تلسكوبات ، والتي تسمى أحيانًا PS4. تقدر تكلفة إكمال المجموعة من أربعة مقاريب (تلسكوبات) بتكلفة إجمالية قدرها 100 مليون دولار أمريكي للمصفوفة بأكملها.
اعتبارًا من منتصف عام 2014 ، كان بان ستارز 2 في طور التكليف. في أعقاب مشاكل التمويل الكبيرة ،  ولم يكن هناك جدول زمني واضح لتلسكوبات إضافية بعد الثانية. في مارس 2018 ، تم اعتماد بان - ستارز 2 من قبل مركز الكواكب الصغيرة لاكتشاف كويكب Apollo الذي يحتمل أن يكون مهددا للحياة على الأرض (515767) 2015 JA2 ، وهو أول اكتشاف لكوكب صغير تم إجراؤه في هالياكالا في 13 مايو 2015.

## الاجهزة
يتكون بان ستارز حاليًا (2018) من مقرابين Ritchey-Chrétien بقطر 1.8 متر ن وهما يقعان في Haleakala في هاواي .
رصد المقراب الأول ، PS1 ، أول ضوء باستخدام كاميرا منخفضة الدقة في يونيو 2006. التلسكوب لديه مجال رؤية 3 درجات ، وهو كبير للغاية بالنسبة للتلسكوبات من هذا الحجم ، ومجهز بأكبر كاميرا رقمية تم بناؤها على الإطلاق ، حيث تسجل ما يقرب من 1.4 مليار بكسل لكل صورة. يحتوي المستوى البؤري للكاميرا على 60 وحدة CCD مرتبة بشكل منفصل ومعبأة مرتبة في مصفوفة 8 × 8. مواضع الأركان لا تشتغل ، لأن البصريات لا تضيء الأركان . يحتوي كل جهاز CCD ، يسمى مصفوفة النقل المتعامد (OTA) ، على 4800 × 4800 بكسل ، مقسمة إلى 64 خلية ، كل منها 600 × 600 بكسل. رصدت كاميرا جيجابيكسل أو "جي بي سي" الضوء الأول في 22 أغسطس 2007 ، لتصوير مجرة أندروميدا .
بعد الصعوبات التقنية الأولية التي تم حلها لاحقًا ، بدأ التلسكوب PS1 التشغيل الكامل في 13 مايو 2010. لخّص نيك كايزر ، الباحث الرئيسي في مشروع بان - ستارز الأمر قائلاً: "لقد سجل مشروع PS1 بيانات ذات جودة علمية لمدة ستة أشهر ، لكننا الآن نقوم بذلك من الغسق حتى الفجر كل ليلة."[بحاجة لمصدر] ومع ذلك ، تظل صور PS1 أقل حدة بقليل مما كان مخططا له في البداية ، مما يؤثر بشكل كبير على بعض الاستخدامات العلمية للبيانات.
تتطلب كل صورة حوالي 2 غيغابايت من التخزين وستكون أوقات التعريض من 30 إلى 60 ثانية (ما يكفي لتسجيل الأجرام والأجسام وصولاً إلى القدر الظاهري 22) ، مع استخدام دقيقة إضافية أو نحو ذلك لمعالجة الكمبيوتر. نظرًا لالتقاط الصور بشكل مستمر ، يتم الحصول على حوالي 10 تيرابايت من البيانات بواسطة PS1 كل ليلة. بالمقارنة بقاعدة بيانات للأشياء المعروفة غير المتغيرة التي تم تجميعها من الملاحظات السابقة ستؤدي إلى استكشاف أشياء مثيرة للاهتمام: أي شيء يغيّر السطوع و / أو الموقع لأي سبب من الأسباب. اعتبارًا من 30 يونيو 2010 ، تلقت جامعة هاواي في هونولولو تعديل عقد بقيمة 8.4 مليون دولار بموجب برنامج بان ستارز متعدد السنوات لتطوير ونشر نظام إدارة بيانات التلسكوب للمشروع.
يتيح مجال الرؤية المتسع جدًا للتلسكوبات وأوقات التعرض القصيرة نسبيًا تصوير ما يقرب من 6000 درجة مربعة من السماء كل ليلة. السماء بأكملها بمساحة 4π ستيراديين ، أو 4π × (180 / π) 2 41253.0 درجة مربعة ، منها حوالي 30 ألف درجة مربعة مرئية من هاواي ، مما يعني أنه يمكن تصوير السماء بأكملها في فترة 40 ساعة (أو حوالي 10 ساعات في الليلة على أربعة أيام). نظرًا للحاجة إلى تجنب الأوقات التي يكون فيها القمر ساطعًا ، فهذا يعني أنه سيتم مسح مساحة تعادل السماء بأكملها أربع مرات في الشهر ، وهو أمر غير مسبوق تمامًا. بحلول نهاية مهمتها الأولى التي دامت ثلاث سنوات في أبريل 2014 ، كانت PS1 قد صورت السماء 12 مرة باستخدام 5 مرشحات ("g" و "r" و "i" و "z" و "y"). تحتوي المرشحات 'g' و 'r' و 'i' على نطاقات المرشحات الضوئية Sloan Digital Sky Survey (SDSS) . (نقاط المنتصف وعروض نطاقات الأطياف عند نصف الحد الأقصى للموجات الكهرومغناطيسية المستقبلة هي 464 نانومتر و 128 نانومتر و 658 نانومتر و 138 نانومتر و 806 نانومتر و 149 نانومتر على التوالي. ) يحتوي المرشح z على نقطة منتصف SDSS (900 نانومتر) ، لكن جزء الموجة الطويلة يتجنب نطاقات امتصاص بخار الماء التي تبدأ عند طول موجة 930 نانومتر. يتم تعيين منطقة الموجة القصيرة للمرشح "y" بواسطة نطاقات موجات امتصاص الماء التي تنتهي عند حوالي 960 نانومتر. يبلغ نطاق جزء الموجة الطويلة حاليًا 1030 نانومتر لتجنب حساسية الكاشف السيئة عند تغيرات درجة الحرارة.

## العلوم

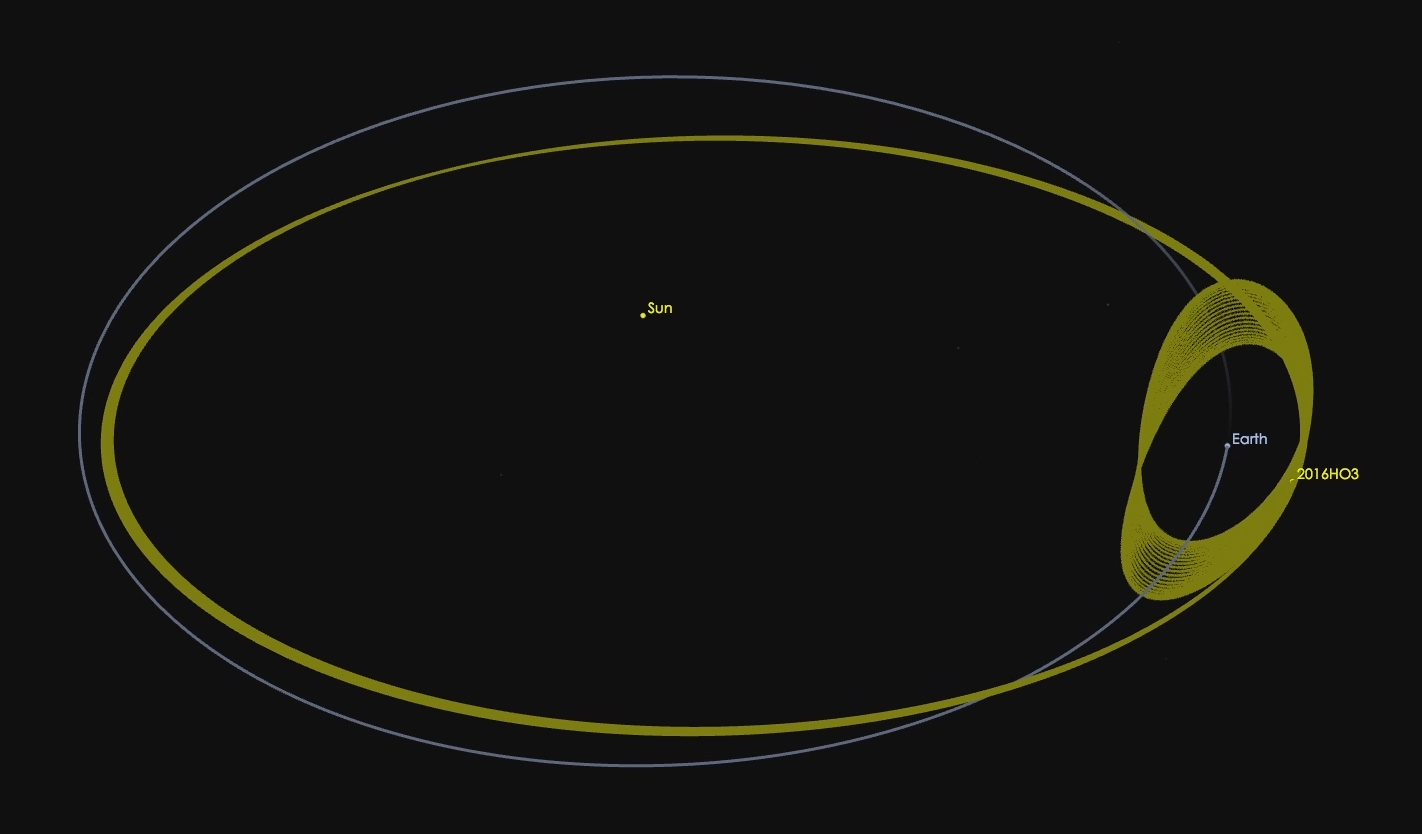
الكويكب 469219 Kamoʻoalewa له مدار حول الشمس يحافظ عليه كرفيق دائم للأرض. مقترضة من NASA / JPL-Caltech

يتم تمويلمقراب بان ستارز حاليًا في الغالب من خلال منحة من برنامج ناسا لرصد الأجسام القريبة من الأرض . لذلك فهي تقضي 90٪ من وقتها في المراقبة في عمليات بحث مخصصة عن الأجسام القريبة من الأرض.
يعد المسح المنتظم للسماء بأكملها على أساس مستمر مشروعًا غير مسبوق ومن المتوقع أن ينتج عددًا أكبر بشكل كبير من الاكتشافات لأنواع مختلفة من الأجرام السماوية. على سبيل المثال ، المسح الرائد الحالي لاكتشاف الكويكبات ، مسح Mount Lemmon ،   يصل حتى القدر الظاهري 22 "في ". ستتضاءل حساسية Pan-STARRS بمقدار ظاهري 1 تقريبًا وتغطي السماء بأكملها المرئية من هاواي.  سيكمل المسح الجاري أيضًا الجهود المبذولة لرسم خريطة لسماء للأشعة تحت الحمراء بواسطة تلسكوب ناسا وايز المداري ، مع نتائج مسح متكامل ، واحد يكمل الآخر .
الإصدار الثاني للبيانات ، Pan-STARRS DR2 ، الذي تم الإعلان عنه في يناير 2019 ، يأتي بأكبر حجم للبيانات الفلكية تم إصداره على الإطلاق. في أكثر من 1.6 بيتابايت من الصور ، أي ما يعادل 30000 ضعف محتوى النص في ويكيبيديا. البيانات موجودة في أرشيف Mikulski للتلسكوبات الفضائية (MAST).

### القيود العسكرية (حتى نهاية 2011)
وفقًا لـصحيفة الصناعة العسكرية Defense Industry Daily ،  تم وضع قيود كبيرة على مسح PS1 لتجنب تسجيل الأشياء الحساسة. تم استخدام برنامج اكتشاف الخطوط (المعروف باسم "Magic") لفرض رقابة على وحدات البكسل التي تحتوي على معلومات حول الأقمار الصناعية في صورها . كانت الإصدارات المبكرة من هذا البرنامج غير ناضجة ، مما ترك عامل ملء بنسبة 68٪ من مجال الرؤية الكامل (والذي يتضمن الفجوات بين أجهزة الكشف) ، ولكن بحلول مارس 2010 ، تحسن هذا إلى 76٪ ، وهو انخفاض طفيف عن 80٪ تقريبًا المتاح. 
في نهاية عام 2011 ألغت القوات الجوية الأمريكية USAF تمامًا متطلبات التقنيع (لجميع الصور ، الماضية والمستقبلية). وبالتالي ، باستثناء عدد قليل من خلايا OTA التي لا تعمل ، يمكن استخدام مجال الرؤية بأكمله. 

### النظام الشمسي

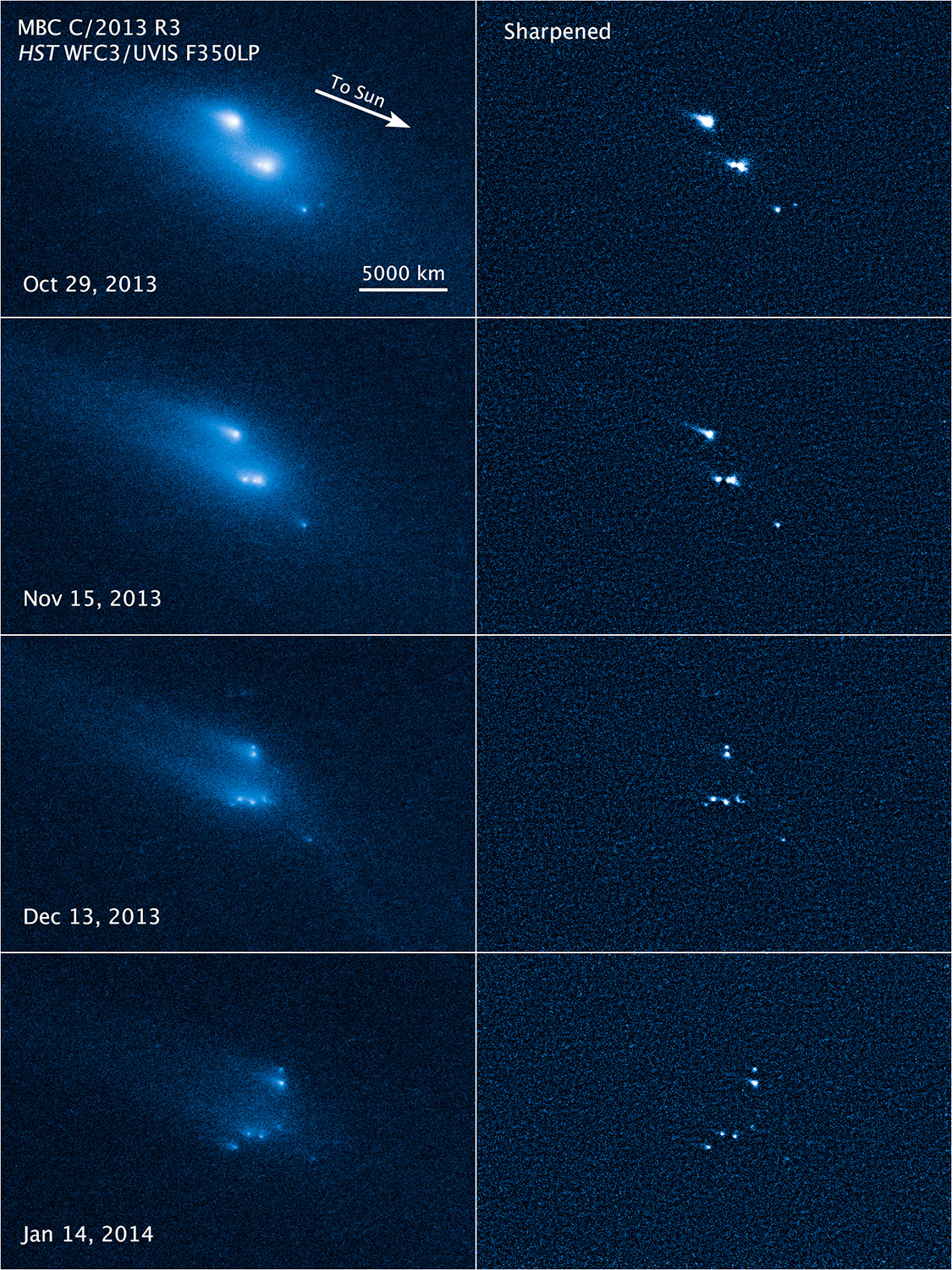
تفكك مذنب الحزام الرئيسي P / 2013 R3 الذي لوحظ بواسطة تلسكوب هابل الفضائي (6 مارس 2014).

بالإضافة إلى العدد الكبير من الاكتشافات المتوقعة في حزام الكويكبات ، من المتوقع أن يكتشف مقراب بان - ستارز ما لا يقل عن 100000 كويكب طروادة تأتي من كوكب المشتري (مقارنة بـ 2900 معروفًا في نهاية عام 2008) ؛ ما لا يقل عن 20000 جسم من حزام كويبر (مقارنة بـ 800 عنصر معروف حتى منتصف عام 2005) ؛ الآلاف من كويكبات طروادة من زحل وأورانوس ونبتون (حاليًا ثمانية نبتون طروادة معروفة ،  لا شيء لزحل وواحد لأورانوس  ) ؛ وأعداد كبيرة من القنطور والمذنبات .
بصرف النظر عن الإضافة بشكل كبير إلى عدد أجرام النظام الشمسي المعروفة ، فإن بان ستارز سوف يزيل أو يخفف من تحيز المشاهدة المتأصلة في العديد من الاستطلاعات الحالية. على سبيل المثال ، من بين الأجسام المعروفة حاليًا ، هناك انحياز لصالح الميل المداري المنخفض ، وبالتالي فقد نجا جسم مثل Makemake من الاكتشاف حتى وقت قريب على الرغم من قدره الظاهري الساطع البالغة 17 ، وهو ليس أكثر خفوتًا من بلوتو . أيضًا ، من بين المذنبات المعروفة حاليًا ، هناك انحياز لصالح المذنبات ذات المسافات القصيرة في الحضيض الشمسي . إن الحد من تأثيرات هذا التحيز القائم على الملاحظة سيمكن من الحصول على صورة أكثر اكتمالاً لديناميكيات النظام الشمسي. على سبيل المثال من المتوقع أن يكون عدد أجسام طروادة المشتري الأكبر من 1 كيلومتر قد يتطابق في الواقع تقريبًا مع عدد أجسام حزام الكويكبات ، على الرغم من أن عدد المجموعة المعروف حاليًا لهذا الأخير أكبر بعدة مرات من حيث الحجم. ستكمل بيانات بان ستارز بأناقة مسح WISE (الأشعة تحت الحمراء). وستسمح صور "وايز" بالأشعة تحت الحمراء بتقدير حجم الكويكبات وأجسام طروادة التي تم تتبعها على مدى فترات زمنية أطول بواسطة تلسكوبات بان ستارز.
في عام 2017 ، اكتشف بان ستارز أول جرم بينجمي معروف ، 1I / 2017 U1 'Oumuamua ، وهو يمر عبر النظام الشمسي. أثناء تكوين نظام كوكبي ، يُعتقد أن عددًا كبيرًا جدًا من الأجسام يتم طرده بسبب تفاعلات الجاذبية مع الكواكب (ما يصل إلى 10 13 جسما في حالة النظام الشمسي). قد تكون الأجسام المقذوفة من الأنظمة الكوكبية لنجوم أخرى موجودة في جميع أنحاء مجرة درب التبانة ، وقد يمر بعضها عبر النظام الشمسي.
قد تكتشف مقاريب بان ستارز الاصطدامات التي تتضمن كويكبات صغيرة. هذه نادرة جدًا ولم يتم ملاحظة أي منها حتى الآن ، ولكن مع الزيادة الهائلة في عدد الكويكبات المكتشفة ، فمن المتوقع من الاعتبارات الإحصائية أن يتم ملاحظة بعض أحداث الاصطدام.
في نوفمبر 2019 ، كشفت مراجعة للصور المأخوذة من بان ستارز أن التلسكوب قد التقط تفكك الكويكب P / 2016 G1 . 1,300 قدم (400 م) اصطدم كويكب بجسم أصغر ، وانهار تدريجيًا. يتكهن علماء الفلك بأن الجسم الذي اصطدم بالكويكب ربما تكتل 1 كيلوغرام (2.2 رطل) ، يسافر بسرعة 11,000 ميل في الساعة (18,000 كم/س) .
من المتوقع أن يكتشف "بان ستارز " عددًا كبيرًا جدًا من النجوم المتغيرة ، بما في ذلك مثل هذه النجوم في المجرات القريبة الأخرى ؛ قد يؤدي هذا إلى اكتشاف مجرات قزمة لم تكن معروفة من قبل. في اكتشاف العديد من المتغيرات Cepheid وكسوف النجوم الثنائية ، سيساعد ذلك في تحديد المسافات إلى المجرات القريبة بدقة أكبر. ومن المتوقع اكتشاف العديد من المستعرات العظمى نوع Ia في مجرات أخرى ، والتي تعتبر مهمة في دراسة تأثيرات الطاقة المظلمة ، وكذلك التوهجات الضوئية اللاحقة لانفجارات أشعة جاما .
نظرًا لأن النجوم الصغيرة جدًا (مثل نجوم T Tauri ) عادةً ما تكون متغيرة ، يجب على مقاريب بان ستارز اكتشاف العديد منها وتحسين فهمنا لها. من المتوقع أيضًا أن تكتشف بان ستارز العديد من الكواكب خارج المجموعة الشمسية من خلال مراقبة عبورها عبر النجوم الأم ، بالإضافة إلى أحداث عدسات الجاذبية الدقيقة .
ستقيس مقاريب بان ستارز أيضًا الحركة المناسبة واختلاف المنظر ، وبالتالي يجب أن تكتشف العديد من الأقزام البنية والأقزام البيضاء والأجسام الباهتة القريبة الأخرى ، ويجب أن تكون قادرة على إجراء إحصاء كامل لجميع النجوم في حدود 100 فرسخ من الشمس . غالبًا ما لم تكتشف الدراسات الاستقصائية السابقة للحركة المناسبة والمنظر الأجسام الباهتة مثل نجم أحمر تيجاردن Teegarden المكتشف مؤخرًا ، والتي تكون باهتة جدًا بالنسبة لمشاريع مثل هيباركوس .
أيضًا من خلال تحديد النجوم ذات المنظر الكبير ولكن الحركة المناسبة الصغيرة جدًا لمتابعة قياسات السرعة الشعاعية ، قد يكون مشروع مقاريب بان ستارز قادرًا على السماح باكتشاف أجسام من نوع نمسيس (العدو الافتراضي) إذا كانت موجودة بالفعل.

### اكتشافات مختارة
| الإسم                 | تاريخ الاكتشاف | ملاحظات |    |
| --------------------- | -------------- | --- | -- |
| 2010 ST3              | 16 سبتمبر 2010 | تم اكتشاف NEA الخاص به ، والذي كان لديه احتمال ضئيل جدًا في وقت الاكتشاف للتصادم مع الأرض في عام 2098 ، بواسطة Pan-STARRS في 16 سبتمبر 2010. هذا هو أول NEA تم اكتشافه بواسطة برنامج Pan-STARRS. يبلغ قطر الجسم 30-65 مترًا ، وهو مشابه لمطارد تونجوسكا الذي ضرب روسيا في عام 1908. وقد مر على بُعد حوالي 6 ملايين كيلومتر من الأرض في منتصف أكتوبر 2010. | 01 |
| 2012 GX17             | 14 أبريل 2012  | هذا الجسم الخافت الذي يبلغ قدره الظاهري 22 كان يعتبر في البداية نبتون واعدًا نبتون قالب:L5 trojan candidate. | 02 |
| 2013 ND15             | 13 يوليو 2013  | this object is probably the first known الزهرة قالب:L4 trojan. | 03 |
| مذنب بان ستارز        | 6 يونيو 2011   | اكتشف علماء الفلك في جامعة هاواي باستخدام تلسكوب بان ستارز المذنب C / 2011 L4 في يونيو 2011. في وقت الاكتشاف كان على بعد حوالي 1.2 مليار كيلومتر من الشمس ، مما جعله بعيدًا عن مدار كوكب المشتري. أصبح المذنب مرئيًا بالعين المجردة عندما كان بالقرب من الحضيض الشمسي في مارس 2013. نشأ على الأرجح في سحابة أورط ، وهي سحابة من الأجسام الشبيهة بالمذنبات تقع في النظام الشمسي الخارجي البعيد. ربما كان قد تسبب في اضطراب جاذبيته من قبل نجم عابر بعيدًا ، مما أرسله في رحلة طويلة نحو الشمس |    |
| PS1-10afx             | 31 أغسطس 2010  | مستعر أعظم فريد من نوعه يفتقر إلى الهيدروجين (SLSN) عند الانزياح الأحمر z = 1.388. تم اكتشافه لأول مرة في تصوير MDS في 31 أغسطس 2010. تم اكتشاف أن السطوع الزائد كان نتيجة لعدسات الجاذبية. | 05 |
| PS1-10jh              | 31 مايو 2010   | the tidal disruption of a star by a supermassive black hole. | 06 |
| P/2010 T2             | 16 أكتوبر 2010 | جسمه الخافت الذي تبلغ قوته 20 درجة هو أول مذنب يكتشفه برنامج Pan-STARRS. حتى في الحضيض في صيف 2011 عند 3.73 AU سيكون فقط 19.5 على مقياس. تبلغ مدته المدارية 13.2 سنة وهو عضو في عائلة كوكب المشتري قصيرة المدى من المذنبات |    |
| P/2012 B1             | 25 يناير 2012  | a Pan-STARRS discovery | 08 |
| P/2012 T1             | 6 أكتوبر 2012  | a Pan-STARRS discovery, is one of the very few known حزام المذنبات الرئيسي. | 09 |
| C/2013 P2             | 4 أغسطس 2013   | a Pan-STARRS discovery, Manx Comet from سحابة أورط, orbital period greater than 51 million years. | 10 |
| P/2013 R3             | 15 سبتمبر 2013 | a Pan-STARRS discovery, disintegration observed by the مقراب هابل الفضائي. | 11 |
| C/2014 S3             | 22 سبتمبر 2014 | a rocky comet (مقراب بان ستارز). | 12 |
| 2014 YX49             | 26 ديسمبر 2014 | a Trojan of أورانوس, the second one ever announced. | 13 |
| SN 2008id             | 3 نوفمبر 2008  | a type Ia مستعر أعظم, confirmed by Keck observatory via انزياح أحمر. | 14 |
| 469219 كامو أوليوا    | 27 أبريل 2016  | possibly the most stable شبيه القمر of الأرض. | 15 |
| 2016 UR36             | 25 أكتوبر 2016 | a NEO – seen 5 days out. | 16 |
| C/2017 K2 (PanSTARRS) | 21 مايو 2017   | a new comet with a hyperbolic orbit and escape velocity. | 17 |
| 1I/2017 U1 'Oumuamua  | 19 أكتوبر 2017 | the first observation of an interstellar object. | 18 |
| (515767) 2015 JA2     | 31 مارس 2018   | Pan-STARRS 2 (PS2) first minor-planet discovery (made on 13 May 2015) credited by the مركز الكواكب الصغيرة on numbering in March 2018. | 19 |
| P/2016 G1             | 6 مارس 2016    | first observed disintegration of an asteroid, following a collision. | 20 |
| 2020 MK4              | 24 يونيو 2020  | Centaur | 21 |

## ملحوظات
1. ↑  Mt. Lemmon Survey (G96) is a part of ماسح السماء كاتالينا, another two parts are Siding Spring Survey (E12) and Catalina Sky Survey (703) itself.

## روابط خارجية
- موقع PS1 Science Consortium
- الصفحة الرئيسية لأرشيف البيانات Pan-STARRS1
- مشروع Pan-STARRS والنظام الشمسي الخارجي
- تلسكوب جديد سيصطاد الكويكبات الخطرة. NS 2006
- أكبر كاميرا رقمية في العالم تنضم إلى البحث عن الكويكبات
- هل يوجد كوكب X؟
- الإنذار المبكر من الكويكبات والمذنبات الخطرة